# Grown Ups 2
Grown Ups 2 is een Amerikaanse komedie uit 2013 geregisseerd door Dennis Dugan en geproduceerd door Adam Sandler die tevens een hoofdrol speelt. Het is een vervolg op de film Grown Ups uit 2010. Andere rollen worden gespeeld door Kevin James, Chris Rock, David Spade, Nick Swardson en Salma Hayek. Rob Schneider hernam zijn rol niet. 
De film werd slecht onthaald bij critici en liefst 9 keer genomineerd voor een Golden Raspberry Awards. Desondanks werd Adam Sandler door Nickelodeon genomineerd als favoriete acteur in de categorie Kids' Choice Awards.

## Verhaal
De film start drie jaar na de gebeurtenissen uit Grown Ups. Lenny Feder is teruggekeerd naar Connecticut waar hij en zijn vrienden opgroeiden. Wanneer Lenny ontwaakt, staat naast zijn bed een wild hert. Terwijl de familie het beest tracht buiten  te lokken, urineert het zowat overal. Lenny brengt zijn kinderen naar de laatste schooldag. Roxanne wil zwanger worden en wordt kwaad op Lenny omdat hij vindt dat hun gezinssituatie perfect is.
Eric Lamonsoff en zijn vrouw Sally hebben een discussie over de opvoeding van hun kinderen. Kurt McKenzie wil zijn huwelijksverjaardag vieren, maar zijn vrouw Deanne is dit vergeten. Marcus Higgins ontvangt een brief van een oude vriendin waaruit blijkt dat hij een zoon Braden heeft. Marcus is geschokt wanneer Braden een getatoeëerde, gespierde jongeman van zeventien jaar blijkt te zijn.

## Rolverdeling
| Acteur        | Personage           |
| ------------- | ------------------- |
| Adam Sandler  | Lenny Feder         |
| Kevin James   | Eric Lamonsoff      |
| Chris Rock    | Kurt McKenzie       |
| David Spade   | Marcus Higgins      |
| Salma Hayek   | Roxanne Chase-Feder |
| Maya Rudolph  | Deanne McKenzie     |
| Maria Bello   | Sally Lamonsoff     |
| Nick Swardson | Nick                |
| Steve Buscemi | Wiley               |
| Colin Quinn   | Dickie Bailey       |
| Tim Meadows   | Malcolm             |